# 篠井インターチェンジ
篠井インターチェンジ（しのいインターチェンジ）は、栃木県宇都宮市石那田町にある日光宇都宮道路のインターチェンジ。宇都宮方面出入口（下り出口・上り入口）のみ設置されているハーフインターチェンジである。出入口とも料金所が設けられている。

## 道路
- E81 日光宇都宮道路（1-1番）

## 料金所
ブース数：4

### 入口
- ブース数：2
  - ETC専用：1
  - 一般：1

### 出口
- ブース数：2
  - ETC専用：1
  - 一般：1

## 接続する道路
- 栃木県道149号小来川文挟石那田線

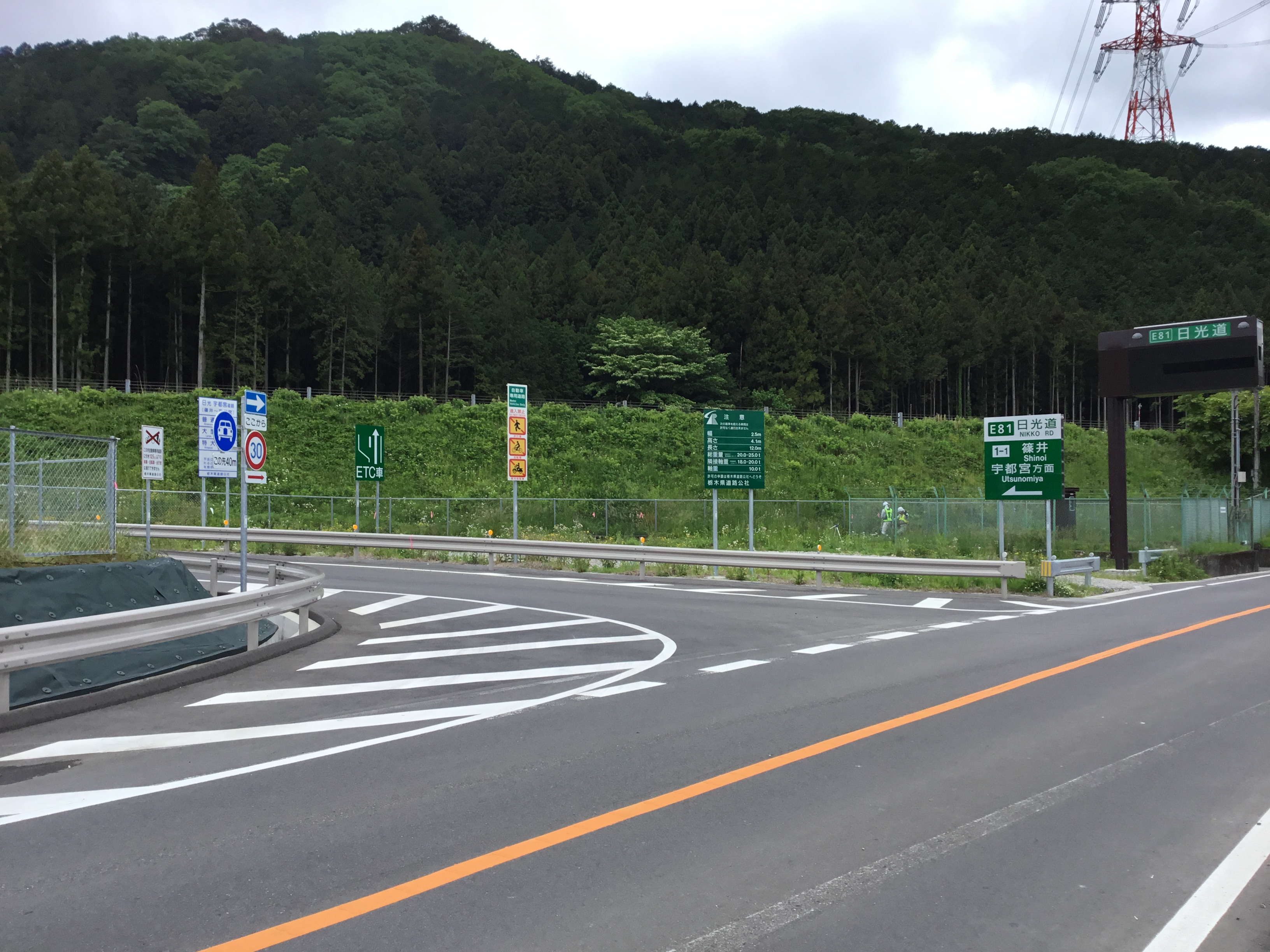
篠井IC入口（国道119号側より撮影）

  - 近接する猪倉街道入口交差点で国道119号に接続。

## 歴史
- 2018年（平成30年）10月24日 : IC名称が「（仮称）石那田IC」から「篠井IC」に正式決定[1][2]。
- 2019年（令和元年）6月29日 : 供用開始[3][4]。

## 隣
E81 日光宇都宮道路
(1) 徳次郎IC - (1-1) 篠井IC - (2) 大沢IC/TB